# Semana de Visibilidade Assexual
A Semana de Visibilidade Assexual ou Semana Ace (anteriormente chamada de Semana de Conscientização Assexual) é uma campanha de conscientização internacional, realizada anualmente durante a segunda quinzena de outubro, com o objetivo de educar sobre as vivências de assexuais. Durante essa semana, grupos assexuais ao redor do mundo organizam workshops, palestras e conferências sobre assexualidade, criam materiais acessíveis voltados para a comunidade assexual e seus aliados, ou se manifestam contra a difamação de pessoas no espectro assexual na mídia ou na cultura pop.

## História
Este evento foi fundado pela ativista Sara Beth Brooks em 2010, como uma campanha online dirigida à comunidade LGBT, tendo posteriormente expandido internacionalmente. Durante a Semana Ace, várias postagens informativas ou de positividade são feitas em redes sociais e blogues sobre a assexualidade. Ao redor do mundo, eventos e encontros são organizados, levantando discussão de experiências assexuais que sempre permaneceram em sua essência.
Em 2015, foi organizada a primeira Parada Assexual do Brasil na cidade de São Paulo.

## Terminologia
A palavra ace, que em inglês significa ás, é usada como termo guarda-chuva e inclusivo para todas as pessoas e identidades no espectro assexual, como demissexuais, assexuais estritos, a área cinza e a arromanticidade assexual, sendo o oposto de alossexual, por vezes abreviado a alo (em inglês:  allo ou allosexual).
Em português, é comum ver traduções como assexuado, porém esse termo não é adotado pela comunidade assexual, visto que está associado à reprodução assexuada. Chamar um ser humano de assexuado pode ser considerado pejorativo ou inadequado. Porém, no passado, alguns se denominavam como assexuados.

## Objetivos
Os objetivos de visibilidade assexual incluem:
- Promover a compreensão de que existe uma diversidade de orientações sexuais e românticas, incluindo assexualidade e arromanticidade.[20]
- Ajudar as pessoas nos espectros assexual e arromântico a não se sentirem sozinhas ou "defeituosas".[21]
- Ajudar outras pessoas a realmente entender o que significam assexualidade e arromanticidade, refutando os mitos sobre essas questões.[22]
- Promover a compreensão de que amor e sexo não estão intrinsecamente relacionados e que a falta de um não torna o outro menos importante.[23][24]
- Diferenciar a assexualidade de celibato, virgindade ou abstinência sexual.[25][26]
- Promover o entendimento de que pessoas arromânticas podem sentir amor não romântico, como o queerplatônico, combatendo a amatonormatividade.[27]
- Divulgar informações sobre as formas de violência, estigma, preconceito e discriminação contra assexuais e arromânticos.[28]
- Promover a dignidade e os direitos humanos de assexuais.[29]
- Ajudar a reduzir essas formas de violência, incluindo assédio e abuso sexual.[30]
- Ajudar as pessoas a saber como apoiar essas comunidades.[31]
- Divulgar informações de contato de grupos de apoio para aqueles que precisam deles.[32]